# Whenever You Need Somebody (Rick Astley-dal)
A Whenever You Need Somebody a második kislemez a szintén azonos címet viselő debütáló albumról, mely több millió példányszámban kelt el. A sláger hét országban volt 1. helyezett.

## O'Chi Brown változat
A dalt eredetileg O'Chi Brown énekesnővel vették fel 1985-ben a Magnet Records jóvotálból. A dal nem volt túl átütő sikerű, így az Egyesült Királyságban csupán a 97. helyen végzett. 1986-ban megjelent az USA-ban, ahol a Dance/Club Play listán az 1. helyezést érte el, majd 88. helyezett lett a Billboard 100-as listáján. Amikor Rick Astley "felfedezte" a dalt, a Magnet Records újrakeverte, és jelent meg Astley albumán.

## Megjelenések
12"  Spanyolország RCA – PT 41568
- A1	Whenever You Need Somebody (Lonely Hearts Mix) 7:33 Mixed By – Mixmaster Pete Hammond, Written-By – Stock / Aitken / Waterman
- B1	Whenever You Need Somebody (Instrumental) 3:52 Mixed By – Mixmaster Pete Hammond, Written-By – Stock / Aitken / Waterman
- B2	Just Good Friends 3:45 Mixed By – Mark McGuire, Written-By – Rick Astley

## Slágerlisták
| Slágerlista (1987–88)               | Legjobb helyezés |
| ----------------------------------- | ---------------- |
| Ausztrália (Kent Music Report)      | 3                |
| Ausztria Austrian Singles Chart     | 4                |
| Franciaország (SNEP) Singles Chart  | 11               |
| Németország German Singles Chart    | 1                |
| Izland (RÚV)                        | 17               |
| Írország Irish Singles Chart        | 3                |
| Norvégia Norwegian Singles Chart    | 2                |
| Spanyolország (AFYVE)               | 2                |
| Svédország Swedish Singles Chart    | 1                |
| Svájc Swiss Singles Chart           | 1                |
| Egyesült Királyság UK Singles Chart | 3                |

## Év végi összesítő slágerlista
| Év végi összesítés (1987)           | Helyezett |
| ----------------------------------- | --------- |
| Hollandia Dutch Top 40              | 46        |
| Egyesült Királyság UK Singles Chart | 26        |
| Év végi összesítés (1988)           | Helyezett |
| Ausztrália Australian Singles Chart | 12        |
| Németország German Singles Chart    | 28        |